# Coleophora kroneella
Coleophora kroneella é uma espécie de mariposa do gênero Coleophora pertencente à família Coleophoridae.